# Decreto regulamentar regional
O Decreto regulamentar regional é uma norma jurídica.
No sistema jurídico português, os decretos regulamentares regionais destinam-se a pormenorizar a lei nas regiões autónomas, de forma a conduzir à sua boa execução. Os diplomas são feitos pelos Governos Regionais das Regiões Aautónomas dos Açores e da Madeira.